# Лелия Гульда
Лелия Гульда (лат. Laelia gouldiana) — многолетнее трявянистое растение семейства Орхидные, или Ятрышниковые (Orchidaceae).
Вид не имеет устоявшегося русского названия, в русскоязычных источниках чаще используется научное название Laelia gouldiana.
Ранее считалась формой Laelia autumnalis или её гибридом с Laelia anceps.
Английское название — Gould's Laelia.

## Биологическое описание
Симподиальные растения средних размеров. 

Псевдобульбы яйцевидные, конусовидные или грушевидные, ребристые, четырёхгранные, длиной до 15 см, шириной 2—2,3 см, покрыты прозрачными листовыми влагалищами, дву-, трехлистные.

Листья ланцетные, кожистые, жесткие, заостренные, серо-зелёного цвета, 13—18 см длиной, 3—3,5 см шириной.

Соцветие верхушечное. Цветонос до 75 см в высоту, несет 5—10 цветков. 

Цветки обладают сильным, но малоприятным ароматом, пурпурно-малиновые, 7—9 см в диаметре. 
 Чашелистики ланцетовидные, заостренные, длиной 5—6 см, шириной до 1 см, ярко-пурпурные. Лепестки яйцевидные, заостренные, волнистые, длиной 4,5—6 см, шириной 1,5 см, розово-пурпурные. 
 Губа трехлопастная, длиной 3,5—4 см, шириной 2—2,5 см. Боковые доли прямые, округлые, белые, частично обхватывают колонку; средняя — удлиненная, заостренная, белая в основании, на конце розово-пурпурная. 
 Колонка цилиндрическая, до 3 см длиной, в верхней части пурпурная, в основании — белая. 
Пыльник — жёлтый.

## Ареал, экологические особенности
Мексика, горные леса Hidalgo, штат Мехико. 

Эндемик. В настоящее время считается полностью вымершим в дикой природе. 

На скалах и небольших деревьях на высоте до 2500 метров над уровнем моря. Часто населял места с высокой интенсивностью солнечного света.
Климат по данным метеорологической станций Мехико, Мексика, широта: 19-24N, долгота: долгота: 99-12W, высота над уровнем моря не известна. 

Среднемесячные минимальные\максимальные температуры и количество осадков: 
- Январь — 7\22°С, 5 мм
- Февраль — 8\23°С, 5 мм
- Март — 10\25°С, 10 мм
- Апрель — 11\26°С, 28 мм
- Май — 12\26°С, 59 мм
- Июнь — 13\25°С, 56 мм
- Июль — 12\24°С, 158 мм
- Август — 13\24°С, 185 мм
- Сентябрь — 13\23°С, 175 мм
- Октябрь — 10\23°С, 60 мм
- Ноябрь — 9\22°С, 5 мм
- Декабрь — 7\21°С, 8 мм

Лелия Гульда входит в Приложение II Конвенции CITES. Цель Конвенции состоит в том, чтобы гарантировать, что международная торговля дикими животными и растениями не создаёт угрозы их выживанию. 
Приложение включает все виды, которые в данное время хотя и не обязательно находятся под угрозой исчезновения, но могут оказаться под такой угрозой, если торговля образцами таких видов не будет строго регулироваться в целях недопущения такого использования, которое несовместимо с их выживанием; а также другие виды, которые должны подлежать регулированию для того, чтобы над торговлей образцами некоторых видов из первого списка мог быть установлен эффективный контроль.

## В культуре
Температурная группа — от умеренной до теплой. 
Цветет осенью-зимой, по другим данным в январе-марте. Цветение продолжается 35—40 дней.

Посадка в горшок или корзинку для эпифитов с субстратом из сосновой коры средней или крупной фракции или на блок. 
 Субстрат после полива должен полностью просыхать. Для полива лучше использовать воду, прошедшую очистку методом обратного осмоса.

Во время периода покоя растение практически не поливают и содержат при более низких температурах. 

Относительная влажность воздуха 50—70 %. 

Прямой солнечный свет в утренние и вечерние часы при наличии хорошего движения воздуха.
Подкормки только в период вегетации комплексным удобрением для орхидей в минимальной концентрации 1—3 раза в месяц.

## Искусственныегибриды(грексы)
По данным The International Orchid Register.
- Brassolaelia Wind Dancer — L. gouldiana x B. nodosa, B.Huizing 2006
- Brassolaeliocattleya Tropic Of Utah — Blc. Bryce Canyon x L. gouldiana, Santa Barbara 2004
- Brassolaeliocattleya Samba Pastor — L. gouldiana x Bc. Pastoral, R.Agnes 2000
- Laeliocattleya Samba Heritage — L. gouldiana x Lc. Ovation, R.Agnes 2000